# Departamento de Comercio de los Estados Unidos
El Departamento de Comercio de los Estados Unidos (en inglés: United States Department of Commerce; DOC) es el departamento del Gobierno federal de los Estados Unidos dedicado a la promoción del crecimiento económico del país. Originalmente creado el 14 de febrero de 1903 como el Departamento de Comercio y Trabajo de Estados Unidos y renombrado el 4 de marzo de 1913 a como es conocido en la actualidad.
La misión de departamento es "promover la creación de empleos y mejorar el nivel de vida de todos los estadounidenses a través de la creación de infraestructuras que promocionen el crecimiento económico, la competitividad tecnológica y el desarrollo sostenible". Entre sus tareas se encuentra la confección de los datos de crecimiento económico y demográfico para la toma de decisiones del comercio y el gobierno, la emisión de las patentes y marcas registradas, y auxiliar en la preparación de estándares industriales.
El departamento está administrado por el secretario de Comercio de Estados Unidos que, actualmente, es Howard Lutnick.

## Unidades de operación
- Oficina de Industria y Seguridad (BIS)
- Administración de Economía y Estadísticas (ESA)
  - Oficina de Análisis Económico (BEA)
  - Oficina del Censo
- Administración de Desarrollo Económico (EDA)
- Administración de Negocios Internacionales (ITA)
- Agencia de Desarrollo de Negocios Minoritarios (MBDA)
- Administración Nacional de Océanos y Atmósfera (NOAA)
  - Servicio Nacional de Clima (NWS)
  - Oficina de Investigación Oceánica y Atmosférica (OAR)
- Administración Nacional de Telecomunicaciones e Información (NTIA)
- Oficina de Patentes y Marcas Registradas (PTO)
- Administración Tecnológica (TA)
  - Instituto Nacional de Estandarización y Tecnología (NIST)
  - Servicio Nacional de Información Técnica (NTIS)
  - Oficina de Políticas Tecnológicas (OTP)

## Historia
El Departamento de Comercio se creó originalmente como el Departamento de Comercio y Trabajo de los Estados Unidos el 14 de febrero de 1903. Posteriormente, el 4 de marzo de 1913, pasó a llamarse Departamento de Comercio, ya que las oficinas y agencias especializadas en trabajo se transfirieron al nuevo Departamento de Trabajo. A medida que el gobierno federal creció y evolucionó, otras oficinas se transfirieron al Departamento de Comercio y desde él, lo que le dio una rica historia y un papel único en el Gabinete.